# Ilaria Spirito
Ilaria Spirito (Albisola Superiore, 20 de fevereiro de 1994) é uma jogadora de voleibol italiana, que atua na posição de líbero.

## Carreira
A carreira de Spirito começou em 2008 no Albisola, na Série C, enquanto no ano seguinte ela jogou pelo Lanterna Volley Genova, na Série B1. Na temporada 2010-11, ela foi contratada por Busto Arsizio, com quem jogou no campeonato da Série B2 e depois, da temporada 2012-13, na Série B1. Neste período de tempo, ela ainda obteve algumas convocações esporádicas para o time que joga na Série A1, onde entrou definitivamente da temporada 2013-14.
Na temporada 2014–15, Spirito fez parte do time do Club Italia, na Série A2, onde permaneceu por dois anos. Na temporada 2016–17, ela retornou ao clube Busto Arsizio, onde permaneceu por dois anos, durante os quais foi renomeado UYBA.
Na temporada 2018-19, Spirito mudou-se para o Casalmaggiore, ainda na Série A1, e depois assinou com o Club Roma para a temporada 2020-21, na Série A2, com quem foi promovida à primeira divisão, onde, no campeonato seguinte, participou com o Cuneo Granda. Na temporada 2022-23, mudou-se para o Chieri '76, ainda na primeira divisão, com quem conquistou a Taça WEVZA, a Taça Challenge e, na temporada seguinte, a Taça CEV.
Com a seleção sub-19, Spirito conquistou a medalha de bronze no Campeonato Europeu de Voleibol Feminino Júnior de 2012. Em 2015, Spirito recebeu suas primeiras convocações para a seleção principal, com quem conquistou o ouro na Liga das Nações de Voleibol em 2024.